# Шиловка (муниципальный округ Горноуральский)

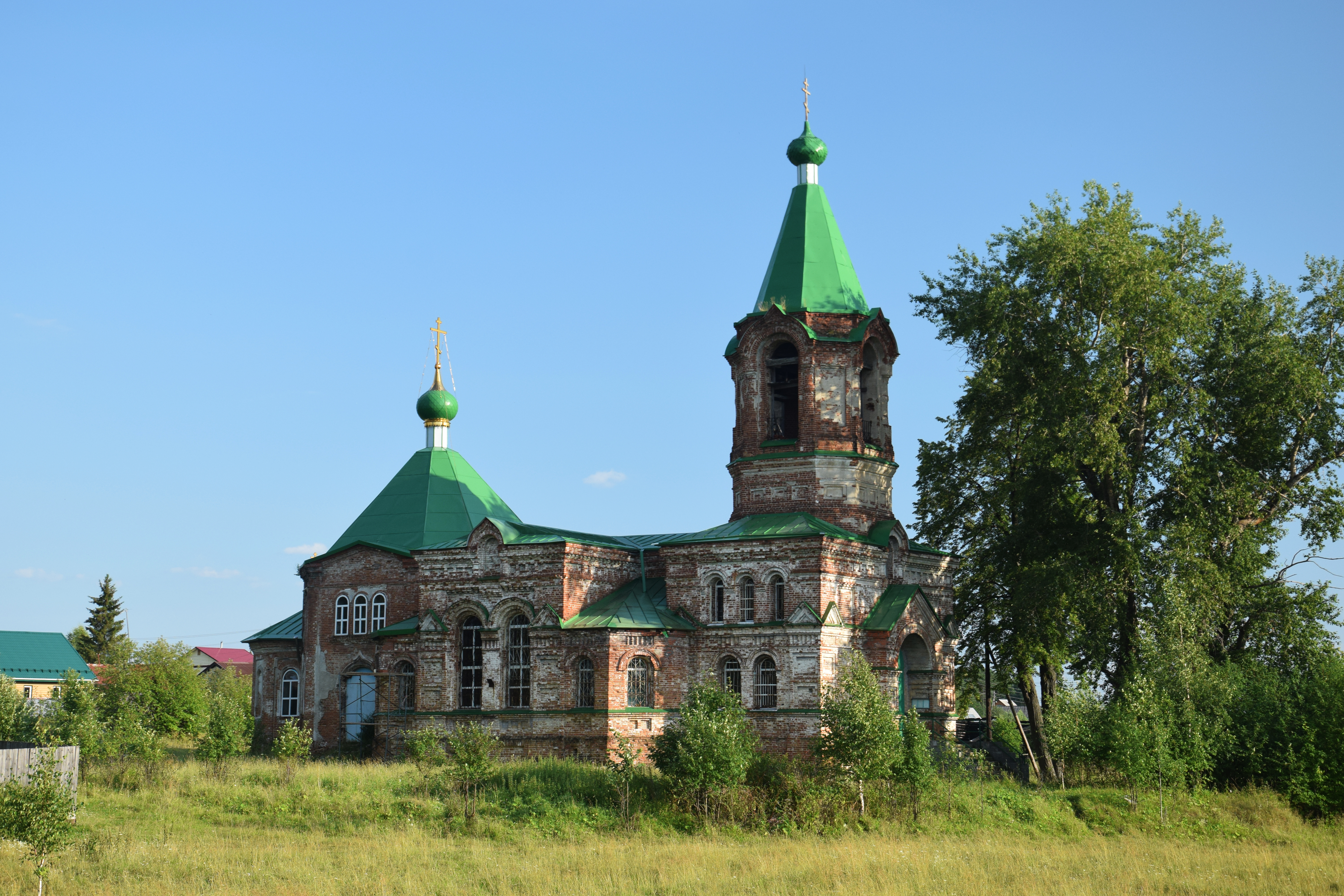
Троицкая церковь

Шиловка — село в Пригородном районе Свердловской области России. Входит в муниципальный округ Горноуральский, управляется Николо-Павловской территориальной администрацией.
Ранее входило в состав Николо-Павловского сельсовета Пригородного района.

## Население
| 2002 | 2010 | 2021 |
| ---- | ---- | ---- |
| 342  | ↘284 | ↗306 |

## География
Село расположено к северо-северо-западу от Екатеринбурга, к юго-востоку от Нижнего Тагила и к востоку от большого села Николо-Павловское, на реке Шиловке. В черте села находится множество мелких озёр, образованных затоплением выработок после золотодобычи. Также в селе есть освящённый источник. Возле Шиловки проходит шоссе местного значения Николо-Павловское — Алапаевск.

## История
Населённый пункт был образован в 1828 году. Получил статус села в 1866 году.
Село Шиловка (бывшее село Воскресенское). Вот что писали историки о нём:
«В селе Воскресенском проживают исключительно переведенцы. Местоположение деревни неровное, окруженное горами. Само селение лежит поблизости Вилюйского золотосодержащего прииска, одного из богатейших во всем заводском округе по количеству добытого в нём золота. [На полях рукой Я. Горелова: Около этого же селения находятся Шиловский и Бортешиловский прииски]. Церковь в селении деревянная небольшая [над строкой: образованная из бывшего молитвенного дома], освященная в 1839 г. [образованная из бывшего молитвенного дома]. Для проживания священника имеется хороший господский дом и другой, состоящий из обыкновенной избы для церковнослужителей. В селении учреждено училище, которое однажды приведено в упадок местным дьячком, занимавшим должность учителя. К господским зданиям принадлежит провиантский магазин и каланча с пожарозаливательными машинами и инструментами. Внутри селения находится несколько лавок, принадлежащих Нижнетагильским торгашам, которые производят здесь торговлю жизненными припасами и крестьянскими товарами л. 25-25 об.].» на конец в новейшее время (1828) выстроены деревни Шиловка (ныне село Воскресенское).
Возникло Воскресенское совершенно случайно. Выиграл Николай Никитич Демидов у графа Разумовского людей из селения Черниговской губернии в 1824 году. Именно эти бедолаги и стали первыми поселенцами здешний мест, добравшись сюда своим ходом. На месте Шиловки были только леса да река.
Первая деревянная церковь, построенная вятскими плотниками простояла до 1889 года. После чего сельчане во главе с церковным старостой Андреем Николаевичем Крутиком соорудили новый каменный храм с каменной оградой.
В XX веке на прудах поблизости села велась золотодобыча. Ещё в конце 1970-х годов у многих жителей села хранилось дома самородное золото, добытое на приисках.

## Инфраструктура
В селе есть православная Свято-Троицкая церковь (XIX в. постройки), работают клуб с библиотекой, фельдшерско-акушерский пункт, почта и один магазин.
На шоссе близ села есть автобусная остановка. Добраться до села можно на автобусах № 637, 636, 638 и 326 или маршрутках № 108, 115 и 112.

### Промышленность
ООО «Техноснаб»